# 마스다정 (아키타현)

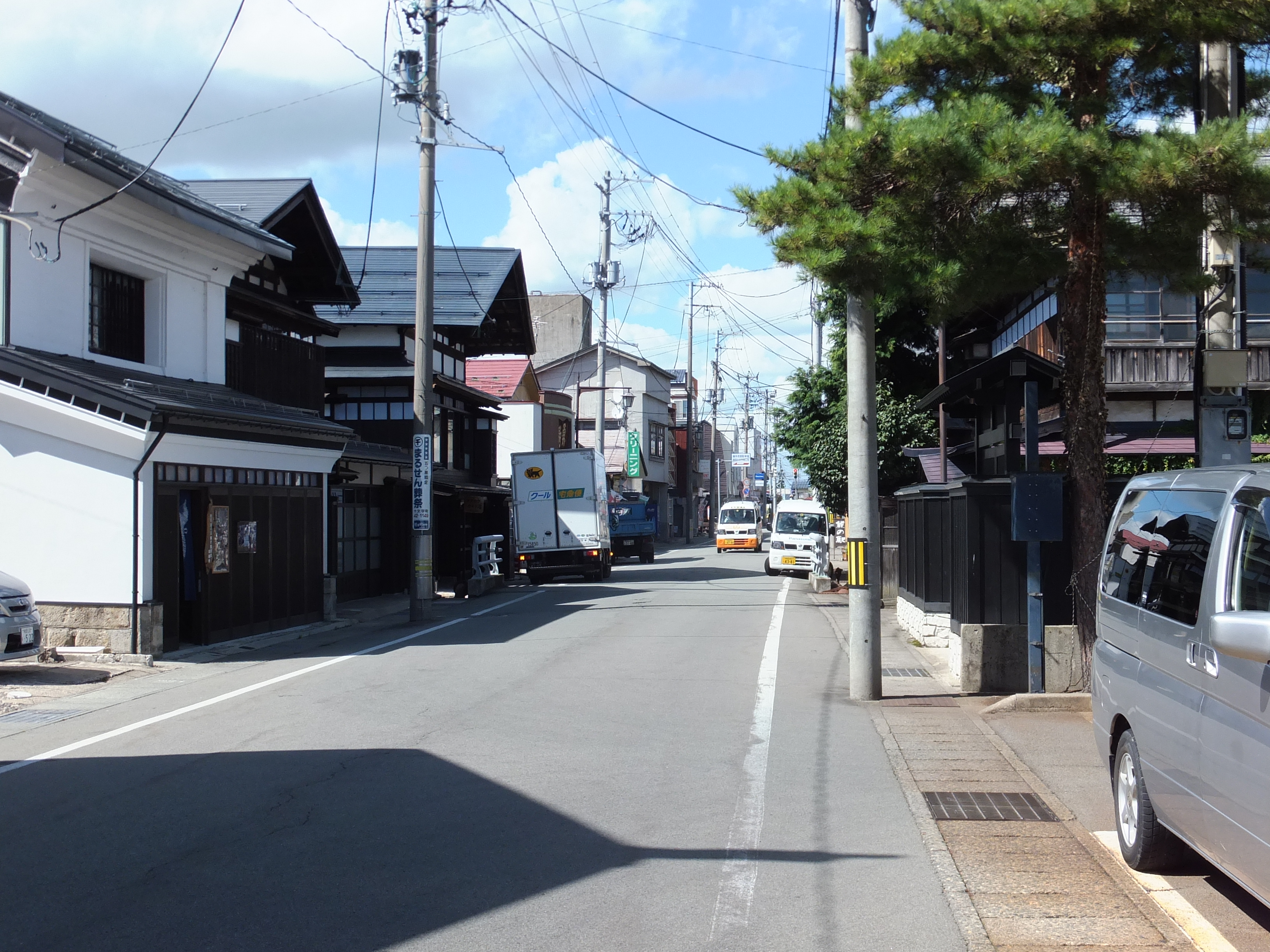

마스다정(増田町)는 아키타현 히라카군에 아키타현 요코테시에 있는 지구이다. 인구는 6,309명 2020년 10월1일 현재, 국제조사에 의한다.
2005년 10월 1일에 시정촌 합병에 의해서 요코테 시가 된 구 히라카군 마스다쵸의 구역을 그대로 계승하고 있다. 마스다초 오기부쿠로, 마스다초 카메다, 마스다초 쿠마부치, 마스다초 노리한나이, 마스다초 토나미, 마스다초 마스다초 산마타, 마스다초 야기, 마스다초 유노자와, 마스다초 요시노의 10대 자로 이루어진다.

## 지리
요코테 시 남동부에 위치한다.마을 중앙부로 국도 342호가 횡단하고 있다. 2013년에는 국가의 중요 전통적 건조물군 보존지구로 선정되었다.기타도 은행의 전신인 우고 은행의 창업지이다. 마스다 지역은 마스다 지구(야키·토나미 포함)·가메다 지구·니시나리세 지구·노리한나이 지구(마스다히가시 지구와도)와 구분된다.

## 역사
- 1889년 4월 1일 - 정촌제 시행과 함께 히라카군 마스다촌, 니시나루세촌이 성립하였다.
- 1895년 - 정으로 승격하였다.
- 1955년 4월 1일 - 마스다촌, 니시나루세촌과 합병해 히라카군 마스다정이 되었다.
- 1965년 11월 10일 - 정장이 제정되었다.
- 1972년 8월 2일 - 집중 호우에 의해 미나세 강이 범람. 마루 위 침수 2호, 마루 아래 침수 162호
- 1980년 5월 15일 - 마을주민 헌장이 제정되었다.
- 2005년 10월 1일 - 히라카정, 오모노가와정, 오모리정, 주몬지정, 사이난촌, 다이유촌과 합병해 동년 마스다정은 폐지했다.

## 교통

### 철도
- 동일본 여객철도
  - 오우 본선 (정내에는 열차가 정차하지 않는다 제일 가까운 역인 주몬지 역을 이용해야했다.)

### 도로
- 국도 342호선
- 국도 397호선